# Lumbricillus lineatus
Lumbricillus lineatus is een ringworm uit de familie van de Enchytraeidae. De wetenschappelijke naam van de soort is voor het eerst geldig gepubliceerd in 1774 door Müller.